# Paul Trepman
Paul Trepman (ur. 20 października 1916 w Warszawie, zm. 1987 w Montrealu, Kanada) – kanadyjski dziennikarz, pisarz i lider społeczności żydowskiej pochodzącej z Polski.

## Życiorys
Urodził się jako Pinkus Trepman, jego rodzice byli wyznawcami poglądów rabina Abrahama Mordechaja Altera. Uczył się w wielu chederach, od tradycyjnych po nowoczesne, a następnie w seminarium rabinackim Tachkemoni prowadzonym przez Majera Bałabana. Działał w syjonistycznej organizacji Betar i był gorącym zwolennikiem poglądów Ze’ewa Żabotyńskiego. Pierwsze publikacje w języku polskim publikowano w Małym Przeglądzie, a następnie w prasie rewizjonistycznej. Następnie rozpoczął studia na Uniwersytecie Stefana Batorego w Wilnie, ale naukę przerwał wybuch II wojny światowej. Miał możliwość ucieczki na wschód Związku Radzieckiego, jednak powrócił do Warszawy, gdzie mieszkała jego matka. Przebywała wówczas w getcie i była chora na tyfus, wkrótce zginęła w obozie w Treblince. Zamieszkał pod Warszawą posiadając fałszywe dokumenty, w czerwcu 1943 został aresztowany i oskarżony o szpiegostwo na rzecz ZSRR. Uwięziono go w obozie na Majdanku, a następnie przebywał tymczasowo w kilku innych obozach, ostatecznie był więziony w obozie Bergen-Belsen, który został w kwietniu 1945 wyzwolony przez Brytyjczyków. Podjął wówczas decyzję, aby nie wracać do Polski. Zaangażował się w życie kulturalne i polityczne obozu byłych więźniów, został członkiem centralnego komitetu wyzwolonych Żydów w strefie brytyjskiej w Niemczech. Zaczął wówczas pisać na łamach tygodnika Undzer Shtime (Nasz głos) w Bergen-Belsen, który założył wspólnie z Rafaelem Olewskim i Davidem Rosenthalem. W 1946 Paul Trepman został współredaktorem, ponownie z Olewskim i Rosentalem, pierwszego albumu fotograficznego z wielojęzycznym komentarzem dotyczącym Holokaustu, który ukazał się pod tytułem Undzer Churbn in Bild (Nasza zagłada w obrazach). Zamy Feder zaproponował mu zredagowanie Antologii pieśni i wierszy gett i obozów koncentracyjnych (An Anthology of Songs and Poems from the Ghettos and Concentration Camps). Na początku 1948 przeprowadził się do Monachium, gdzie publikował w Undzer veg (Nasza droga). Dzięki wsparciu Hirscha Wolofsky'ego, który był redaktorem montrealskiego dziennika w języku jidysz Keneder Adler, Paul Trepman i jego żona wyemigrowali w 1948 do Montrealu w Kanadzie. Został zatrudniony jako nauczyciel w Żydowskich Szkołach Ludowych, gdzie pracował przez 23 lata. Latem kierował obozem robotniczym syjonistów Undzer–Camp-Kindervelt. W latach 1971–1981 był dyrektorem wykonawczym Żydowskiej Biblioteki Publicznej w Montrealu. Trepman stał się centralną postacią w społeczności Żydów ocalałych z Holokaustu w Montrealu. W 1961 roku założył tam oddział ocalałych z Bergen-Belsen i przez wiele lat był jego przewodniczącym.
W Montrealu Trepman był regularnym współpracownikiem redakcji Keneder Adler, często pisał pod pseudonimami, w tym żartobliwym pseudonimem Pinchas Batlan. Napisał kilka książek poświęconych jego życiu przed wojną i wojennym doświadczeniom. Należą do nich m.in. A Gesl in Varshe (1949; Among Men and Beasts, wznowienie w 1978), oparty na artykułach prasowych, które napisał w latach 1946-1953; oraz jego opis powrotu do Polski, A Traumatic Return to Poland (1980), która zawiera tłumaczenie sześciu artykułów, które napisał dla Keneder Adler na temat podróży sentymentalnej do Polski w 1979 roku.